# Bote de metralla

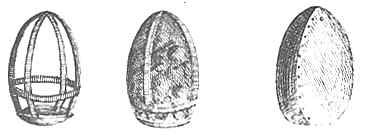
Ejemplos de antiguos botes de metralla.

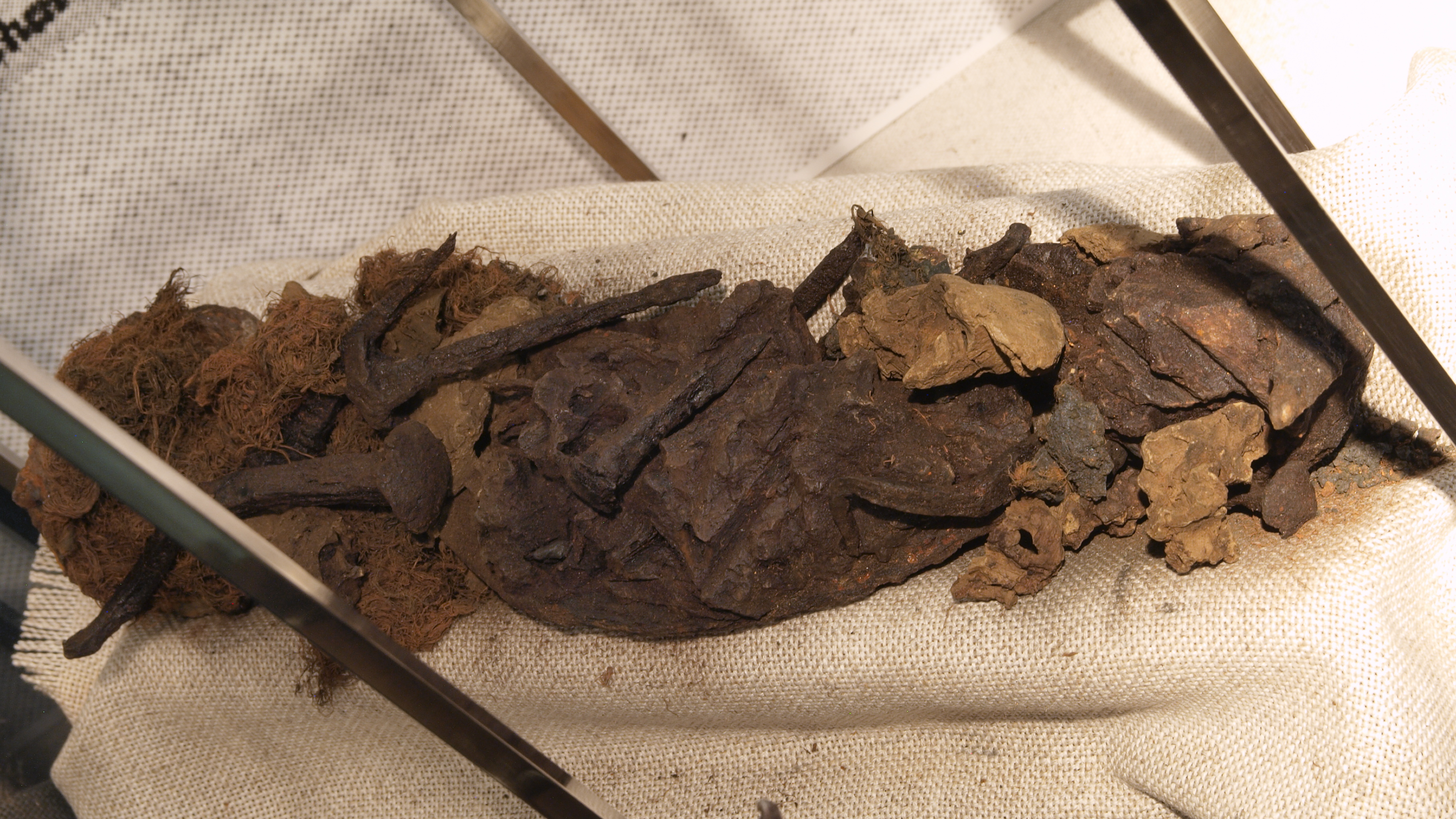
El contenido del bote de metralla de un cañón de inicios del, compuesto por clavos de hierro, fragmentos de hierro, loam y tela de cáñamo.

El bote de metralla es un tipo de munición antipersona empleado en cañones. Es similar al racimo de metralla naval, pero disparaba balas pequeñas y en una mayor cantidad, que no tenían la potencia suficiente para penetrar el casco de madera de un navío. Se ha empleado desde la aparición de la artillería en los ejércitos occidentales; sin embargo, el bote de metralla fue empleado frecuentemente en mar y en tierra durante las diversas guerras de los siglos XVIII y XIX.

## Descripción

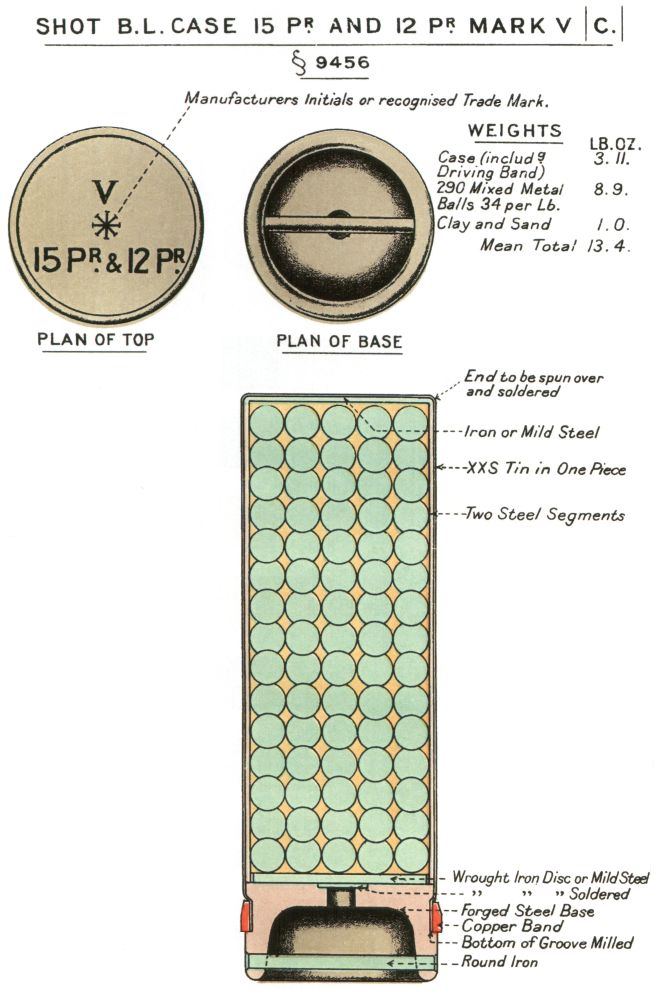
Bote de metralla británico, 1914

Un bote de metralla consiste en un cilindro metálico cerrado, usualmente lleno de balas esféricas de plomo o hierro y rellenado con aserrín para agregar mayor solidez a su carga y evitar que las balas se agrupen al ser disparadas. Cuando el suministro de balas era limitado, a veces se cargaban clavos, chatarra de hierro o plomo, trozos de alambre y otros objetos metálicos parecidos. El mismo bote era usualmente hecho de estaño, frecuentemente sumergido en una laca de cera de abeja diluida con trementina para evitar la corrosión del metal. El hierro fue reemplazado por el estaño en los botes de metralla para cañones de gran calibre. Los extremos del bote eran cerrados con discos de madera o metal. En la parte posterior del bote iba acoplada la carga propulsora dentro de una bolsa de tela, que disparaba el bote desde el cañón. La caja de metralla es un proyectil similar, pero en lugar de una lata metálica llena de balas, las cajas de metralla llevan una pequeña carga de pólvora. Esta detonaba y rompía el proyectil, esparciendo esquirlas y balas.
Este tipo de proyectil era conocido desde el siglo XVI, recibiendo en el siglo XVII diversos apodos, tales como granizada o perdigonazo. Los proyectiles recuperados del buque de guerra Mary Rose de Enrique VIII de Inglaterra (hundido en 1545) eran cilindros de madera llenos de lascas de pedernal rotas. Cuando eran llenados con desperdicios o chatarra en lugar de balas, eran llamados granalla. En 1718, Edward Teach, más conocido como Barbanegra, cargaba los cañones de su buque con una variedad de municiones improvisadas, incluso granalla. Varios de estos, todavía cargados con púas y perdigones, fueron recuperados del pecio de su buque insignia, el Venganza de la Reina Ana. Los arqueólogos también recuperaron conglomerados de balas de plomo, clavos, púas y vidrio del sitio. También se halló granalla entre los artefactos recuperados del pecio del Mardi Gras, a 1.219 metros de profundidad en el Golfo de México. Los defensores de El Álamo utilizaron clavos de herraje y herraduras troceadas para producir granalla.   
Se idearon varios tipos de botes de metralla para modelos específicos de cañones. En 1753 se introdujo en servicio el Obús secreto, un cañón especial con ánima oval - destinada a dispersar aún más las balas - en el Ejército Imperial Ruso, aunque por poco tiempo tras demostrar su poca efectividad.
Al ser disparado, el bote se desintegra esparciendo sus esquirlas y balas en un patrón cónico, produciendo una amplia área de destrucción. Fue particularmente efectivo durante la Guerra de Independencia de los Estados Unidos y las Guerras Napoleónicas, donde tropas agrupadas a corta distancia (usualmente a menos de 400 m) podían ser diezmadas por baterías de artillería que disparaban botes de metralla. A veces, especialmente a muy corta distancia, los artilleros disparaban el sumamente letal "bote doble", que eran dos botes de metralla cargados en el cañón y disparados con una sola carga propulsora. El bote de metralla jugó un papel clave en dispersar las tropas asignadas para apoyar la Carga de Pickett durante la Batalla de Gettysburg en julio de 1863 (véase Artillería de campaña de la Guerra de Secesión para más información). El bote de metralla también fue empleado por los Marines durante la Segunda Guerra Mundial en Guadalcanal, para repeler las cargas banzai de los japoneses.
A veces, los artilleros experimentados disparaban los botes de metralla hacia el suelo delante de las tropas enemigas que avanzaban, provocando que el patrón de dispersión cónico se aplane al rebotar y desviarse las balas del terreno. En efecto, esto agrandaba la zona letal. Un ejemplo de esta táctica fue el primer día de la Batalla de Gettysburg, donde la Batería B del 2º Batallón de Artillería al mando del Teniente James Stewart, desde Seminary Ridge hizo rebotar las balas de los botes de metralla contra la infantería confederada al mando de Alfred Moore Scales que se aproximaba, rompiendo su formación de ataque y obligándola a cubrirse en una depresión del terreno.
El bote de metralla aún es empleado por la artillería moderna, especialmente en los cañones de tanque con ánima lisa. El efecto es transformar al cañón de gran calibre de un vehículo blindado de combate en una escopeta gigante. Este tipo de munición puede emplearse contra infantería enemiga, incluso cerca de vehículos blindados amigos, ya que los proyectiles no atraviesan el blindaje. Además puede emplearse para abrir accesos en edificios, reducir alambradas y limpiar vegetación densa, así como impactar helicópteros y aviones que vuelan a baja altitud.
El shrapnel fue desarrollado a partir del bote de metralla durante las guerras napoleónicas, siendo ideado para producir el mismo efecto del bote de metralla, pero a mayores distanicias. Por lo tanto, su primera designación fue "caja de metralla esférica"

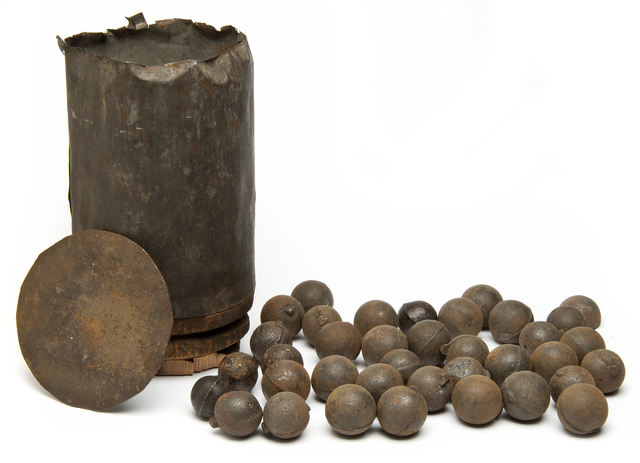
Bote de metralla para un cañón de 12 libras de la Guerra de Secesión. Colección de la Sociedad Histórica de Minnesota.